# Svinary
Svinary (niem. Swinar) – część miasta ustawowego Hradec Králové. Znajduje się we wschodniej części miasta. Mieszka tutaj na stałe około 700 osób.